# Achille Eugène Finet
Achille Eugène Finet (Argenteuil, 1863 – Parigi, 1913) è stato un botanico francese noto per il suo studio di orchidee autoctone in Giappone e in Cina.
All'interno della famiglia Orchidaceae, era l'autorità tassonomica dei generi Arethusantha, Hemihabenaria, Monixus e Pseudoliparis, nonché di numerose specie di orchidee. Con François Gagnepain, circoscrisse un certo numero di specie di piante della famiglia Annonaceae.
Nel 1925 Hu Xiansu chiamò l'orchidea il genere Neofinetia in suo onore.

## Opere principali
- Orchidées nouvelles de la Chine, 1897.
- Sur le genre Oreorchis Lindley, 1897, Lindl.
- Orchidées recueillies au Yunnan et au Laos, 1898.
- Les orchidées du Japon, principalement d'après les collections de l'herbier du Muséum d'histoire naturelle de Paris, 1900.
- Les orchidées de l'Asie orientale, 1901.
- Contributions à la flore de l'Asie orientale, 1907 (con François Gagnepain).[4]

## Onori
- Impatiens finetii Tardieu[5]
- Berberis finetii C.K.Schneid.[6]
- Diospyros finetii Lecomte[7]
- Lithocarpus finetii (Hickel & A.Camus) A.Camus[8]
- Clerodendron finetii (Burm.) Dop[9]
- Sonerila finetii Guillaumin[10]
- Syzygium finetii (Gagnep.) Merr. & L.M.Perry[11]
- Bulbophyllum finetii Szlach. & Olszewski[12]
- Calanthe × finetii Hort.[13]
- Thalictrum finetii B.Boivin[14]